# Djaul
Djaul (ou Dyaul) est une île située dans la province de Nouvelle-Irlande, en Papouasie-Nouvelle-Guinée.

## Géographie
L'île est située dans la mer de Bismarck. Sa superficie est de 100 km2. Les habitants vivent dans 7 villages et se rendent souvent à Kavieng pour le commerce. On y parle tigak et tiang.